# Герб Перемишлянського району
Герб Перемишлянського району — офіційний символ Перемишлянського району, затверджений 26 червня 2007 р. рішенням сесії районної ради.

## Опис
Щит розділений золотою кроквою на верхню синю і нижню зелену частини. Щит увінчано золотою територіальною короною. Щитотримачі: два золоті леви з червоними язиками. Лев з правого боку тримає прапор району, лев з лівого боку - прапор у вигляді прямокутника, на синьому полі якого в центрі золотий трираменний хрест, а бічні краї оздоблені трьома жовтими трикутниками. На синій девізній стрічці золотий напис "Перемишлянський район".